# Guanidiniumchloride
Guanidiniumchloride is het hydrochloridezout van guanidine. Het is goed oplosbaar in water. Het wordt veel gebruikt in biochemische studies omdat het een sterk denaturatiemiddel is voor macromoleculen zoals proteïnen of DNA. In een oplossing van guanidiniumchloride verliezen proteïnen hun welbepaalde ruimtelijke conformatie en ontvouwen ze zich op een niet-geordende wijze. Guanidiniumchloride en andere stoffen met deze eigenschap noemt men chaotrope stoffen of chaotrope agentia. Ureum is een andere chaotrope stof.